# Yun Il-lok
Yun Il-lok (ur. 7 marca 1992 w Gwangju) – południowokoreański piłkarz występujący na pozycji napastnika we francuskim klubie Montpellier HSC oraz w reprezentacji Korei Południowej.

## Kariera klubowa

### Gyeongnam FC
Jest wychowankiem akademii Gyeongnam FC. W 2011 roku został przeniesiony do pierwszej drużyny. W klubie zadebiutował 13 marca 2011 w meczu K League 1 przeciwko Ulsan Hyundai FC (1:0). Pierwszą bramkę dla drużyny zdobył 3 kwietnia 2011 w meczu ligowym przeciwko Incheon United FC (2:1). W sezonie 2011 wraz z zespołem dotarł do półfinału ostatniej edycji Pucharu Ligi Korei Południowej, po którym odpadli z turnieju po porażce z klubem Ulsan Hyundai FC (4:2). W sezonie 2012 jego drużyna dotarła do finału rozgrywek o Puchar Korei Południowej, w którym przegrała z Pohang Steelers (1:0).

### FC Seoul
W 2013 roku zmienił barwy klubowe na FC Seoul. Zadebiutował 26 lutego 2013 w meczu fazy grupowej Azjatyckiej Ligi Mistrzów przeciwko Jiangsu Sainty (5:1), w którym zdobył dwie bramki. W K League 1 zadebiutował 2 marca 2013 w meczu przeciwko Pohang Steelers (2:2). Pierwszą bramkę w lidze zdobył 1 czerwca 2013 w meczu przeciwko Jeonnam Dragons (3:0). W sezonie 2013 jego drużyna dotarła do finału Azjatyckiej Ligi Mistrzów, w którym ostatecznie przegrała przez zasadę przewagi bramek w meczach wyjazdowych po dwumeczu z Guangzhou Evergrande (2:2) i (1:1). W sezonie 2014 jego klub dotarł do finału Pucharu Korei Południowej, w którym przegrał z Seongnam FC (0:0, k. 2:4). W tym samym sezonie klub FC Seoul dotarł do półfinału Azjatyckiej Ligi Mistrzów, przegranego po dwumeczu z Western Sydney Wanderers FC (0:0) i (2:0). W sezonie 2015 wraz z drużyną zdobył Puchar Korei Południowej, po zwycięstwie w finale z Incheon United FC (3:1). W sezonie 2016 jego klub zajął pierwsze miejsce w tabeli K League 1 i zdobył tytuł mistrza Korei Południowej. W tym samym sezonie FC Seoul dotarł do finału Pucharu Korei Południowej, w którym przegrał po dwumeczu z Suwon Samsung Bluewings (2:1) i (2:1, k. 9:10).

### Yokohama F. Marinos
7 stycznia 2018 podpisał kontrakt z Yokohama F. Marinos. W barwach klubu zadebiutował 25 lutego 2018 w meczu J1 League przeciwko Cerezo Osaka (1:1). W sezonie 2018 wraz z drużyną dotarł do finału Pucharu Ligi Japońskiej, w którym przegrał z zespołem Shonan Bellmare (1:0).

### Jeju United FC
10 lutego 2019 udał się na roczne wypożyczenie do drużyny Jeju United FC. W klubie zadebiutował 29 marca 2019 w meczu K League 1 przeciwko Ulsan Hyundai FC (2:1). Pierwszą bramkę zdobył 27 kwietnia 2019 w meczu ligowym przeciwko Sangju Sangmu FC (2:3). 10 lipca 2019 w meczu ligowym przeciwko swojemu byłemu klubowi – FC Seoul, zdobył hat tricka (4:2). W sezonie 2019 jego zespół zajął ostatnie miejsce w lidze i spadł do niższej klasy rozgrywkowej.

### Montpellier HSC
17 stycznia 2020 podpisał kontrakt z Montpellier HSC. W barwach klubowych zadebiutował 5 lutego 2020 w meczu Ligue 1 przeciwko FC Metz (1:1).

## Kariera reprezentacyjna
W 2013 roku otrzymał powołanie do reprezentacji Korei Południowej. Zadebiutował 20 lipca 2013 w meczu fazy grupowej Pucharu Azji Wschodniej 2013 przeciwko reprezentacji Australii (0:0). Pierwszą bramkę zdobył 28 lipca 2013 w meczu towarzyskim przeciwko reprezentacji Japonii (1:2). W 2014 roku wraz z reprezentacją Korei Południowej U-23 zdobył złoty medal na Igrzyskach Azjatyckich 2014. Następnie w 2017 z pierwszą kadrą zdobył Puchar Azji Wschodniej 2017, a dwa lata później powtórzył ten sukces zdobywając Puchar Azji Wschodniej 2019.

## Statystyki

### Klubowe
(aktualne na dzień 12 listopada 2020)
| Klub                  | Sezon              | Liga               | Liga  | Liga   | Puchar kraju | Puchar kraju | Puchar ligi | Puchar ligi | Azja  | Azja   | Suma  | Suma   |
| Klub                  | Sezon              | Liga               | Mecze | Bramki | Mecze        | Bramki       | Mecze       | Bramki      | Mecze | Bramki | Mecze | Bramki |
| --------------------- | ------------------ | ------------------ | ----- | ------ | ------------ | ------------ | ----------- | ----------- | ----- | ------ | ----- | ------ |
| Gyeongnam FC          | 2011               | K League 1         | 21    | 4      | 1            | 0            | 5           | 0           | –     | –      | 27    | 4      |
| Gyeongnam FC          | 2012               | K League 1         | 42    | 6      | 4            | 2            | –           | –           | –     | –      | 46    | 8      |
| Gyeongnam FC          | Ogólnie            | Ogólnie            | 63    | 10     | 5            | 2            | 5           | 0           | 0     | 0      | 73    | 12     |
| FC Seoul              | 2013               | K League 1         | 29    | 2      | 2            | 0            | –           | –           | 10    | 4      | 41    | 6      |
| FC Seoul              | 2014               | K League 1         | 27    | 7      | 3            | 0            | –           | –           | 10    | 3      | 40    | 10     |
| FC Seoul              | 2015               | K League 1         | 20    | 1      | 4            | 0            | –           | –           | 8     | 1      | 32    | 2      |
| FC Seoul              | 2016               | K League 1         | 26    | 6      | 5            | 0            | –           | –           | 5     | 0      | 36    | 6      |
| FC Seoul              | 2017               | K League 1         | 35    | 5      | 2            | 2            | –           | –           | 4     | 2      | 41    | 9      |
| FC Seoul              | Ogólnie            | Ogólnie            | 137   | 21     | 16           | 2            | 0           | 0           | 37    | 10     | 190   | 33     |
| Yokohama F. Marinos   | 2018               | J1 League          | 16    | 0      | 3            | 0            | 8           | 0           | –     | –      | 27    | 0      |
| Yokohama F. Marinos   | Ogólnie            | Ogólnie            | 16    | 0      | 3            | 0            | 8           | 0           | 0     | 0      | 27    | 0      |
| Jeju United FC (wyp.) | 2019               | K League 1         | 34    | 11     | 1            | 0            | –           | –           | –     | –      | 35    | 11     |
| Jeju United FC (wyp.) | Ogólnie            | Ogólnie            | 34    | 11     | 1            | 0            | 0           | 0           | 0     | 0      | 35    | 11     |
| Montpellier HSC       | 2019/20            | Ligue 1            | 5     | 0      | 0            | 0            | 0           | 0           | –     | –      | 5     | 0      |
| Montpellier HSC       | 2020/21            | Ligue 1            | 3     | 0      | 0            | 0            | 0           | 0           | –     | –      | 3     | 0      |
| Montpellier HSC       | Ogólnie            | Ogólnie            | 8     | 0      | 0            | 0            | 0           | 0           | 0     | 0      | 8     | 0      |
| Ogólnie w karierze    | Ogólnie w karierze | Ogólnie w karierze | 258   | 42     | 25           | 4            | 13          | 0           | 37    | 10     | 333   | 56     |

### Reprezentacyjne
(aktualne na dzień 12 listopada 2020)
| Reprezentacja    | Rok     | Mecze | Bramki |
| ---------------- | ------- | ----- | ------ |
| Korea Południowa | 2013    | 8     | 1      |
| Korea Południowa | 2019    | 2     | 0      |
| Ogólnie          | Ogólnie | 10    | 1      |

| Mecze i gole w reprezentacji | Mecze i gole w reprezentacji | Mecze i gole w reprezentacji | Mecze i gole w reprezentacji | Mecze i gole w reprezentacji | Mecze i gole w reprezentacji | Mecze i gole w reprezentacji |
| Reprezentacja                | Reprezentacja                | Reprezentacja                | Reprezentacja                | Reprezentacja                | Reprezentacja                | Reprezentacja                |
| Lp.                          | Data                         | Miejsce                      | Przeciwnik                   | Wynik                        | Gol                          | Rozgrywki                    |
| ---------------------------- | ---------------------------- | ---------------------------- | ---------------------------- | ---------------------------- | ---------------------------- | ---------------------------- |
| 1.                           | 20.07.2013                   | Seul, Korea Południowa       | Australia                    | 0:0                          |                              | Puchar Azji Wschodniej 2013  |
| 2.                           | 24.07.2013                   | Hwaseong, Korea Południowa   | Chiny                        | 0:0                          |                              | Puchar Azji Wschodniej 2013  |
| 3.                           | 28.07.2013                   | Seul, Korea Południowa       | Japonia                      | 1:2                          | Gol                          | Puchar Azji Wschodniej 2013  |
| 4.                           | 14.08.2013                   | Suwon, Korea Południowa      | Peru                         | 0:0                          |                              | Mecz towarzyski              |
| 5.                           | 10.09.2013                   | Jeonju, Korea Południowa     | Chorwacja                    | 1:2                          |                              | Mecz towarzyski              |
| 6.                           | 12.10.2013                   | Seul, Korea Południowa       | Brazylia                     | 0:2                          |                              | Mecz towarzyski              |
| 7.                           | 15.10.2013                   | Cheonan, Korea Południowa    | Mali                         | 3:1                          |                              | Mecz towarzyski              |
| 8.                           | 15.11.2013                   | Seul, Korea Południowa       | Szwajcaria                   | 2:1                          |                              | Mecz towarzyski              |
| 9.                           | 11.12.2019                   | Pusan, Korea Południowa      | Hongkong                     | 2:0                          |                              | Puchar Azji Wschodniej 2019  |
| 10.                          | 15.12.2019                   | Pusan, Korea Południowa      | Chiny                        | 1:0                          |                              | Puchar Azji Wschodniej 2019  |

## Sukcesy

### FC Seoul
- Puchar Korei Południowej (1×): 2015
- Mistrzostwo Korei Południowej (1×): 2016

### Reprezentacyjne
- Igrzyska Azjatyckie (1×): 2014
- Puchar Azji Wschodniej (2×): 2017, 2019